# Dany Bober

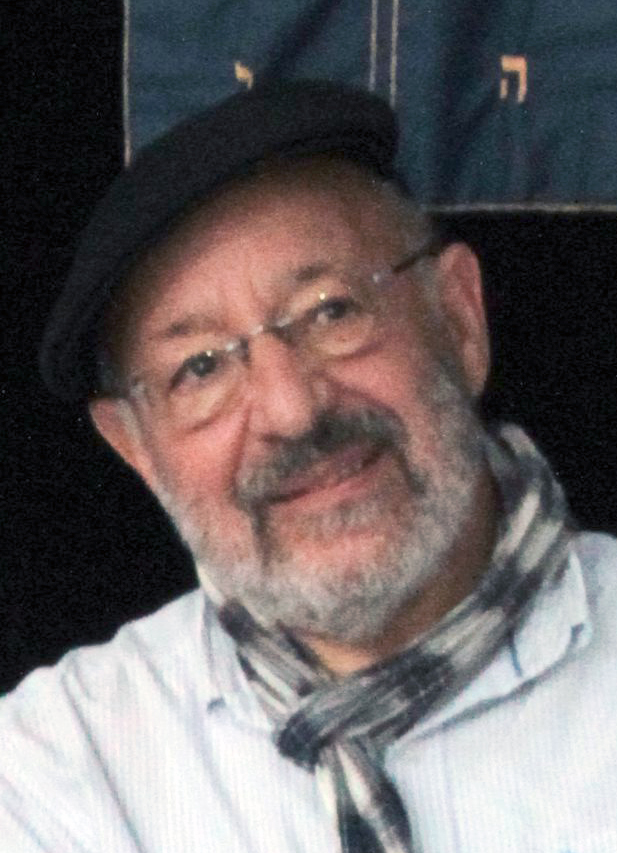
Dany Bober 2014

Dany Bober (* 1948 in Israel) ist ein israelischer Sänger, Liedermacher und Schauspieler. 

## Leben
Bober versteht sich als Vermittler jüdischer Kultur. Insbesondere seine Interpretationen jüdischer Lieder machten ihn in Deutschland bekannt.
Seine Eltern sind vor der nationalsozialistischen Verfolgung nach Israel geflohen und kehrten 1956 nach Deutschland in die Geburtsstadt des Vaters Frankfurt am Main zurück. Er lebt seit 1976 in Wiesbaden. Er vertonte u. a. Psalmen der Könige David und Salomo.